# Drumlanrig Castle
Drumlanrig Castle is een zeventiende-eeuws kasteel, eigenlijk een landhuis, in renaissance-stijl, gelegen 4,8 kilometer ten noordwesten van Thornhill in de Schotse regio Dumfries and Galloway.

## Geschiedenis
James Douglas, tweede graaf van Douglas en van Mar was eigenaar van Drumlanrig, dat behoorde tot het graafschap van Mar. In 1357 werd door de familie Douglas in Drumlanrig een kasteel gebouwd. James stierf in Otterburn in 1388. Zijn onwettige zoon William volgde hem op als eerste baron van Drumlanrig. Dit gebied bleef in handen van zijn afstammelingen door de eeuwen heen. In 1549 werd het kasteel geplunderd door de Engelsen. In 1575 werd het kasteel vernietigd, omdat de familie Mary, Queen of Scots steunde. Het kasteel moet hersteld zijn aangezien in 1617 Jacobus VI op het kasteel verbleef. In 1650 had het kasteel een garnizoen van de troepen van Oliver Cromwell.
Het huidige Drumlanrig Castle werd gebouwd door William Douglas, eerste hertog van Buccleuch tussen 1679 en 1691. De architecten waren Robert Mylne, de hofarchitect, en zijn schoonzoon James Smith. Delen van het veertiende-eeuwse kasteel werden opgenomen in het nieuwe kasteel. William bracht echter maar één nacht door op zijn nieuwe kasteel en besloot dat het hem niet beviel; hij woonde de rest van zijn leven in Sanquhar Castle. Na zijn dood in 1695 maakte zijn zoon James, de tweede graaf, Drumlanrig Castle weer tot hoofdzetel van de familie.

## Bouw
Drumlanrig Castle is gebouwd van roze zandsteen. Het kasteel volgt min of meer een vierkante plattegrond met torens op elk van de hoeken. In het midden is een binnenplaats. Op elke hoek van de binnenplaats bevindt zich een toren met wenteltrap. De torens hebben pepperpot-torentjes. In 1827 werden er restauraties uitgevoerd.
De familie Buccleuch heeft in het kasteel een collectie van kunstwerken van onder andere Hans Holbein de Oude, Rembrandt van Rijn, Thomas Gainsborough en Leonardo da Vinci.

## Beheer
Drumlanrig Castle is privé-eigendom. Het kasteel is beperkt toegankelijk voor publiek.

## Bron
- M. Coventry, The Castles of Scotland (2006), Fourth Edition, Birlinn Limited. ISBN 1-84158-449-5. Blz. 258-259.